# 全球作战空中计划
全球作战空中计划（英語：Global Combat Air Programme；日语： Gurōbaru Sentō Kōkū Puroguramu ?，简称GCAP）是由英国、日本和意大利领导，旨在开发第六代隐形战斗机的一项多国倡议。该计划目标是取代目前在英國皇家空軍、意大利空军和航空自衛隊服役的颱風戰鬥機和F-2戰鬥機。2022年12月9日，日本、英国和意大利三国政府共同宣布，他们将开发部署一架通用战斗机，并合并之前各自独立的第六代战斗机项目，即英国领导的貝宜系統暴風雨和日本的F-X项目。2023年12月14日，日本、英國與義大利三國防長，齊聚東京並簽署「全球空戰計畫」協定。

## 德國加入
2023年傳出德國有意退出未來空戰系統，加入全球作战空中计划。